# The Honor of the Force
The Honor of the Force é um curta-metragem mudo do gênero comédia produzido nos Estados Unidos e lançado em 7 de novembro de 1914.